# Drugi rząd Alberta Reynoldsa
Drugi rząd Alberta Reynoldsa – rząd Irlandii funkcjonujący od 12 stycznia 1993 do 15 grudnia 1994. W dniu powstania w skład gabinetu weszli politycy Fianna Fáil (FF) i Partii Pracy (Lab.).
Gabinet powstał po wyborach do Dáil Éireann 27. kadencji. Rządząca FF premiera Alberta Reynoldsa utrzymała władzę, zawiązując koalicję z laburzystami. Wkrótce po powołaniu ministrów doszło do zmiany nazw kilku departamentów i zakresów czynności części ministrów. Departament przemysłu i handlu przekształcony w departament przedsiębiorczości i zatrudnienia, a departament pracy w departament równouprawnienia i reform. Nazwę departamentu rolnictwa i żywności uzupełniono o leśnictwo, a departamentu spraw Gaeltachtu o sztukę i kulturę. Minister turystyki, transportu i komunikacji przeszedł na funkcję ministra turystyki i handlu, a minister energii został ministrem transportu, energii i komunikacji.
W listopadzie 1994 doszło do rozpadu koalicji, ministrowie z Partii Pracy opuścili rząd, zostali zastąpieni na swoich funkcjach przez innych członków gabinetu z FF. Rząd zakończył działalność w następnym miesiącu, gdy powołano gabinet Johna Brutona tworzony przez Fine Gael (FG), Partię Pracy i Demokratyczną Lewicę (DL).

## Skład rządu
- Taoiseach: Albert Reynolds (FF)[1]
- Tánaiste: Dick Spring (Lab., do listopada 1994), Bertie Ahern (FF, od listopada 1994)
- Minister spraw zagranicznych: Dick Spring (Lab., do listopada 1994), Albert Reynolds (FF, od listopada 1994)
- Minister finansów: Bertie Ahern (FF)
- Minister spraw społecznych: Michael Woods (FF)
- Minister sprawiedliwości: Máire Geoghegan-Quinn (FF)
- Minister przedsiębiorczości i zatrudnienia: Ruairi Quinn (Lab., do listopada 1994), Charlie McCreevy (FF, od listopada 1994)
- Minister środowiska: Michael Smith (FF)
- Minister obrony i gospodarki morskiej: David Andrews (FF)
- Minister rolnictwa, żywności i leśnictwa: Joe Walsh (FF)
- Minister turystyki i handlu: Charlie McCreevy (FF)
- Minister transportu, energii i komunikacji: Brian Cowen (FF)
- Minister równouprawnienia i reform: Mervyn Taylor (Lab., do listopada 1994), Máire Geoghegan-Quinn (FF, od listopada 1994)
- Minister sztuki, kultury i spraw Gaeltachtu: Michael D. Higgins (Lab., do listopada 1994), Bertie Ahern (FF, od listopada 1994)
- Minister zdrowia: Brendan Howlin (Lab., do listopada 1994), Michael Woods (FF, od listopada 1994)
- Minister edukacji: Niamh Bhreathnach (Lab., do listopada 1994), Michael Smith (FF, od listopada 1994)